# Орден Льва Финляндии
Орден Льва Финляндии (фин. Suomen Leijonan ritarikunta) — государственная награда Финляндии.

## История
Учреждён 11 сентября 1942 года в качестве награды за гражданские и боевые заслуги. Орден могли получать иностранцы. Военнослужащие во время войны награждались орденами с мечами. Дизайн награды, цитирующий внешний облик дореволюционного российского Военного ордена Святого Великомученика и Победоносца Георгия, разработал ювелир Оскар Пил.

## Степени
- Большой Крест со Звездой
  - с Мечами
  - без мечей
- Командорский Крест I класса
  - с Мечами
  - без мечей
- Командорский Крест
  - с Мечами
  - без мечей
- Рыцарский Крест I класса
  - с Мечами
  - без мечей
- Рыцарский Крест
  - с Мечами
  - без мечей

- Крест Заслуг

Учреждён вместе с орденом Льва Финляндии в двух степенях:
- - с Мечами
  - без мечей

Имеется Медаль ордена Льва Финляндии, состоящая из одной степени:
- Медаль «Для Финляндии»

## Знаки ордена Льва Финляндии
Знак ордена изготавливается в виде креста, покрытого белой эмалью. В центре схождения лучей креста располагается медальон тёмно-красного цвета, на фоне которого изображён позолоченный финский гербовой лев. Орденская лента красного цвета.
Знак для женщин командорских степеней выдаётся на банте ленты красного цвета.

### Большой крест
|  | Большой крест ордена представляет собой знак, носимый на красной ленте через плечо. К знаку полагается серебряная пятиконечная звезда с позолоченными промежутками между лучами и позолоченным гербовым львом в центральном медальоне. |

### Командорский крест I класса
|  | Командорский крест I класса представляет собой золотой знак, носимый на красной шейной ленте. К знаку полагается серебряная пятиконечная звезда (в отличие от звезды Большого креста без позолоты), с серебряным гербовым львом в центральном медальоне. |
|  | Женская разновидность ордена носится на нагрудном красном банте. |

### Командорский крест
|  | Отличается от Командорского креста I класса отсутствием звезды.  |
|  | Женская разновидность ордена носится на нагрудном красном банте. |

### Рыцарский крест I класса
|  | Знак ордена представляет собой позолоченный серебряный крест на нагрудной колодке, обтянутой красной лентой и украшенной розеткой. |

### Рыцарский крест
|  | Знак ордена представляет собой серебряный крест, покрытый белой эмалью, на нагрудной колодке, обтянутой красной лентой. |

## Крест заслуг ордена Льва Финляндии
|  | Знак представляет собой серебряный крест, не покрытый эмалью, на нагрудной колодке, обтянутой красной лентой. |

## Медаль «Для Финляндии», ордена Льва Финляндии
Была учреждена одновременно с орденом Льва Финляндии
|  | Представляет собой позолоченную медаль, с изображением финского геральдического льва, носимой на нагрудной колодке, обтянутой красной лентой. |